# Pavel Schmidt (Künstler)
Pavel Schmidt (* 19. April 1956 in Bratislava) ist ein Schweizer Objektkünstler, Maler und Zeichner. Unter anderem durch seine zahlreichen Sprengungen von Gartenzwergen und Kunstrepliken, die ihm als Grundlage für neue Werke dienen, weist sein Schaffen auch Merkmale der Aktionskunst auf. Ein charakteristisches Merkmal von Schmidts Werk ist die Verbindung von Schrift, Sprache und Bild mit Ironie und Humor.

## Leben
Der in Bratislava in der damaligen Tschechoslowakei geborene Pavel Schmidt wuchs bis zu seinem zehnten Lebensjahr dort auf. Nach einem Aufenthalt von zwei Jahren in Mexiko kam er 1968 mit seinen Eltern in die Schweiz. Er lebte zunächst in Biel/Bienne, wo er auch das Schweizer Bürgerrecht erhielt, dann in Solothurn. Schmidt studierte 1977/78 Chemie an der Universität Bern, von 1978 bis 1990 folgten Studium, Assistenz und Professur an der Akademie der Bildenden Künste München. Er war von 1986 bis 1988 Assistent am Lehrstuhl für Malerei und Grafik von Daniel Spoerri und leitete von 1989 bis 1991 als Professor auf Zeit interimistisch dessen Klasse. Seit 1991 ist er freischaffender Künstler. Schmidt lebt in Solothurn.

## Werk

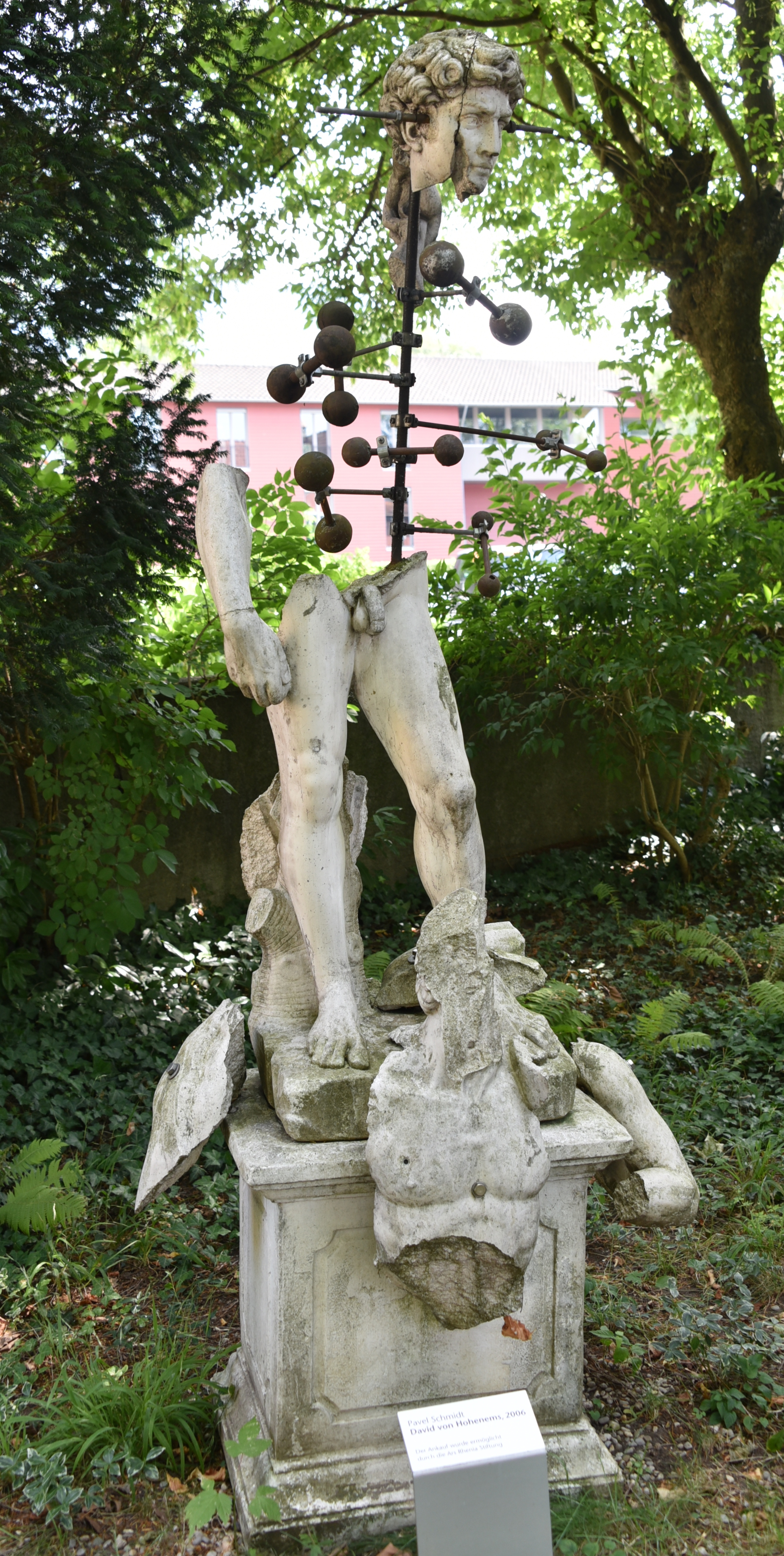
David von Hohenems (2006) in Hohenems

Als Objekt- und Aktionskünstler arbeitet Schmidt mit „Fundgegenständen“ (objets trouvés) wie Repliken von Venus-Skulpturen oder Michelangelos David, Gartenzwergen und Puffern. Seine erste Sprengung von Gartenzwergen fand 1994 in Danzig an der Westerplatte zum 55. Jahrestag des Beginns des Zweiten Weltkriegs statt. Schmidt führt seither regelmässig weitere Sprengungen von Zwergen und anderen Objekten durch. Aus den Fragmenten setzt er neue Werke zusammen. Für Martin Kraft im SIKART Lexikon zur Kunst in der Schweiz gibt Schmidt damit „zu allgegenwärtigen Dekorationsgegenständen trivialisiert[en]“ Leitfiguren der christlich-antiken Mythologie wie Venus und David „im Sinne Duchamps (…) ihre Aura zurück“. Mit Duchamp – besonders dessen Kunstobjekt Fountain – setzte sich Schmidt auch 2021 mit seiner Buchveröffentlichung Duchamp defekt auseinander, einer Sammlung von Fotografien defekter Urinale.
Aus Pavel Schmidts Beschäftigung mit dem Werk von Franz Kafka ist 2006 die Publikation f.k. im Stroemfeld Verlag hervorgegangen. Schmidt kombiniert darin 49 eigene Bilder mit Textausschnitten aus der historisch-kritischen Kafka-Ausgabe von Roland Reuß und Peter Staengle. In einem Text zu diesem Kafka-Zyklus betont der Literaturwissenschaftler Rudolf Probst, dass sich Schmidt „zu Recht“ dagegen verwahre, als Schüler von Daniel Spoerri bezeichnet zu werden; sein Schaffen sei näher an der „konzeptionellen Text/Bild-Arbeit eines Dieter Roth oder André Thomkins“. Für den 2021 bei C. H. Beck erschienenen Bildband mit sämtlichen Zeichnungen Kafkas hat Schmidt mit dessen Herausgeber Andreas Kilcher zusammengearbeitet und das beschreibende Werkverzeichnis erstellt.
Martin Kraft betont den starken Anteil der Sprache an Schmidts „Kunst der stetigen Grenzüberschreitung“. Auch Rudolf Probst hebt die sprachspielerischen Elemente in vielen von Schmidts Bildern hervor, worin sich das Humoristisch-Schalkhafte und Ironisch-Hintersinnige als weiteres Wesensmerkmal des Künstlers zeige.

## Ausstellungen (Auswahl)
- 2002 La Triennale de la Sculpture Suisse, Bex
- 2005 La Triennale de la Sculpture Suisse, Bex
- 2006 „ungefähr 7 meter wein“, Museum Goch (DE)
- 2006 „artcanal“, Le Landeron
- 2006 „Daejeon“, KR
- 2007 Espace Jean-Tinguely–Niki-de-Saint-Phalle, Freiburg i.Üe.
- 2007 „sein – seine“, Musée d’Art et d’Histoire, Freiburg i.Üe.
- 2007 „kafka verschrieben & verzeichnet“, Centre Dürrenmatt, Neuchâtel (CH)
- 2008 Jüdisches Museum Berlin: „kafka“
- 2008 La Triennale de la Sculpture Suisse, Bex
- 2008 p.s. Museum Tinguely, Basel (CH)
- 2008 „partikelgestöber“, Jüdisches Museum Hohenems, AT
- 2009 „Kafka“, Princeton University, Princeton, US
- 2009 4. Schweizerische Triennale der Skulptur in Bad Ragas und Vaduz, CH/LI
- 2010 Goethe-Institut Prag, Franz Kafka, P. Celan, September
- 2011 Harvard University, Boston, USA, September
- 2011 Hebräische Universität Jerusalem, Juli
- 2011 Unmessbar vermessen, Rheinfelden, Baden-Württemberg, Mai
- 2011 Von Herzen und Hirnen - Forum Gestaltung, Magdeburg, April
- 2011 Haus Salmegg, Rheinfelden (D)
- 2013 Museum Fluxus Plus, Potsdam (D)
- 2015 Pharmazie-historisches Museum der Universität Basel (CH)
- 2015 Môtiers 2015 Art en plein air
- 2017 Musée Halle Saint Pierre, Paris (Fr)
- 2017 Sprengung Bad Ragaz (CH)
- 2018 Paulskirche, Frankfurt a M. (D)
- 2018 Haus der Kunst St. Joseph, Solothurn (CH)
- 2018 Bad RagARTz (CH)
- 2019 Balsthal Galerie Rössli: Pas de Deux (CH)
- 2020 Wangen a/d Aare: nomen est omen Kunst und Handwerk (Arnold AG) (CH)
- 2020 Waldenburg „Ville des Arts“ (CH)
- 2021 EAC (les halles), Pruntrut (CH): Duchamp defekt
- 2023 Viewer, Solothurn (CH): Denkmal des unbekannten Künstlers

## Auszeichnungen (Auswahl)
- 1990 Kunstförderpreis der Stadt München
- 1998 Gastaufenthalt in der Villa Romana, Florenz
- 1999 Preis für Künstlerisches Schaffen, Kanton Solothurn
- 2007 Atelierstipendium Genua des Kunstvereins Olten und des Kantons Solothurn
- 2013 Kulturpreis der Stadt Biel

## Werke in Öffentlichen Sammlungen (Auswahl)
Deutschland
- Kunsthalle Bremen
- Badisches Landesmuseum, Karlsruhe
- Kunstsammlung der Stadt München
- Museum Schloss Hardenberg, Velbert

Italien
- La Serpara, Civitella d’Agliano
- MAGI ’900, Pieve di Cento

Schweiz
- Kunsthaus CentrePasquArt – Centre d’Art, Biel/Bienne
- Kunsthaus Grenchen
- Kunstmuseum Solothurn

## Publikationen (Auswahl)
- Pavel Schmidt, Entgleitungen oder Heilungen oder der Tag der offenen Hoffnung - Badisches Landesmuseum Karlsruhe. Mit Beiträgen von Michael Hübl, Alex Maier, Harald Siebenmorgen, Barbara Rollmann, Karlsruhe 1997 ISBN 3-925521-36-4
- Pavel Schmidt, anschnitte, Gina Kehayoff Verlag München, London New York 1999  ISBN 3-929078-51-1
- Pavel Schmidt, bezeichnungen und beziehungen. Zeichnungen, dessins, drawings 1976 - 2001, Kehayoff, München 2001. ISBN 3-934296-07-6
- Pavel Schmidt, f.k. Stroemfeld Verlag, Frankfurt am Main 2006. ISBN 978-3-87877-969-8 (Serie zu Franz Kafka)
- Sein/Seine. Zur gleichnamigen Ausstellung im Espace Jean Tinguely - Niki de Saint Phalle in Fribourg. Kehrer Verlag, Heidelberg 2007. ISBN 978-3-939583-21-9
- p.s. Pavel Schmidt, Zur gleichnamigen Ausstellung im Museum Tinguely, Basel. Kehrer Verlag, Heidelberg 2008. ISBN 978-3-939583-79-0
- David Verwandlungen. Edition clandestin, Biel/Bienne 2012. ISBN 978-3-905297-41-6
- Von Genova aus. Edition clandestin, Biel/Bienne 2013. ISBN 978-3-905297-44-7
- Pavel Schmidt, befall und dessen erscheinungen. Zur Ausstellung befall im Pharmazie-Historischen Museum der Universität Basel 2015, Edition Clandestin Biel/Bienne 2015 192 S. ISBN 978-3-905297-76-8
- Pavel Schmidt. Souvenirs à venir. Textes Nicolas Raboud et Frédéric Pajak. Entretien avec Alexandre Devaux. 224 S., Les cahiers dessinés Paris 2020. ISBN 979-10-90875-89-0
- Duchamp defekt. Art&fiction, éditions d’artistes, Lausanne 2021. ISBN 978-2-940570-76-8
- Franz Kafka: Die Zeichnungen. Herausgegeben von Andreas Kilcher unter Mitarbeit von Pavel Schmidt. C. H. Beck, München 2021. ISBN 978-3-406-77658-8 (mittlerweile in zehn Sprachen übersetzt)